# Боббіо-Пелліче
Боббіо-Пелліче (італ. Bobbio Pellice, п'єм. Beubi) — муніципалітет в Італії, у регіоні П'ємонт,  метрополійне місто Турин.
Боббіо-Пелліче розташоване на відстані близько 550 км на північний захід від Рима, 55 км на південний захід від Турина.
Населення — 558 осіб (2014).

## Демографія
Населення за роками:

Станом на 1 січня 2023 року в муніципалітеті офіційно проживало 19 іноземців з 11 країн, серед них 8 громадян країн Євросоюзу.

## Сусідні муніципалітети
- Абріє (Франція)
- Криссоло
- Пралі
- Ристола (Франція)
- Віллар-Пелліче